# Museo del Libro
Il Museo del Libro - Casa della Cultura è un museo ubicato a Ruvo di Puglia, nella Città Metropolitana di Bari in Puglia. E' ospitato all'interno del cinquecentesco Palazzo Caputi ed ampliato in un secondo edificio adiacente nel 1798. Il Palazzo comprende quindici sale in tutto, con le sale del primo piano aventi i soffitti affrescati, realizzati in tempera durante il XIX secolo.
Il palazzo è stato acquistato dal Comune di Ruvo di parte in parte in diversi momenti tra il 1985 e il 1995, e riqualificato a partire dal 2011. Il Museo ha aperto al pubblico nell'Aprile del 2016.

## Raccolta
Il Museo raccoglie circa 20.000 volumi, consultabili della Biblioteca Comunale "Pasquale Testini", anch'essa ospitata all'interno di Palazzo Caputi. I volumi del Museo possono essere classificati in due fondi: Fondo antico, e il Fondo Bratta.

### Il Fondo antico
È un fondo dove sono conservati quasi 500 volumi, databili dal 1520 al 1830. Questi antichi libri spaziano da saggi e volumi di Filosofia, Letteratura classica e italiana, ma anche Teologia e raccolte sulla Storia di Ruvo di Puglia.
Tra i volumi del fondo antico è stata selezionata una parte che compone l’esposizione permanentemente, esposta in teche e organizzata in sei tematiche:
- Le incisioni;
- Le marche tipografiche;
- I volumi conventuali dei Minori Osservanti, dei Cappuccini e degli Scolopi di Ruvo di Puglia;
- Ruvo di Puglia nella storiografia ottocentesca.

Il percorso espositivo include una segnaletica informativa sulla storia della città, sui siti archeologici, sulla storia dell'editoria e della stampa, sulla collezione Caputi e sul palazzo sede del Museo stesso.

#### Il Fondo Bratta
Oltre 1000 libri esposti dedicati a tematiche di Storia e Storia dell'arte, regalati al Museo nel 2017.

### Multimedia
Il Museo è dotato di apparati multimediali che permettono la visione e la lettura dei libri antichi, dove i visitatori possono reperire le informazioni sulla storia della tipografia, sull'arte, le incisioni, la teologia e l'editoria. Sono infatti presenti degli e-book consultabili e sfogliabili dai visitatori.
Il museo include anche le aule studio e lettura, una sala conferenze e una sala per le esposizioni temporanee. Non a caso, durante i restauri del Museo archeologico nazionale Jatta, il Vaso di Talos e altri elementi fondamentali della collezione Jatta sono stati esposti proprio al Museo del Libro

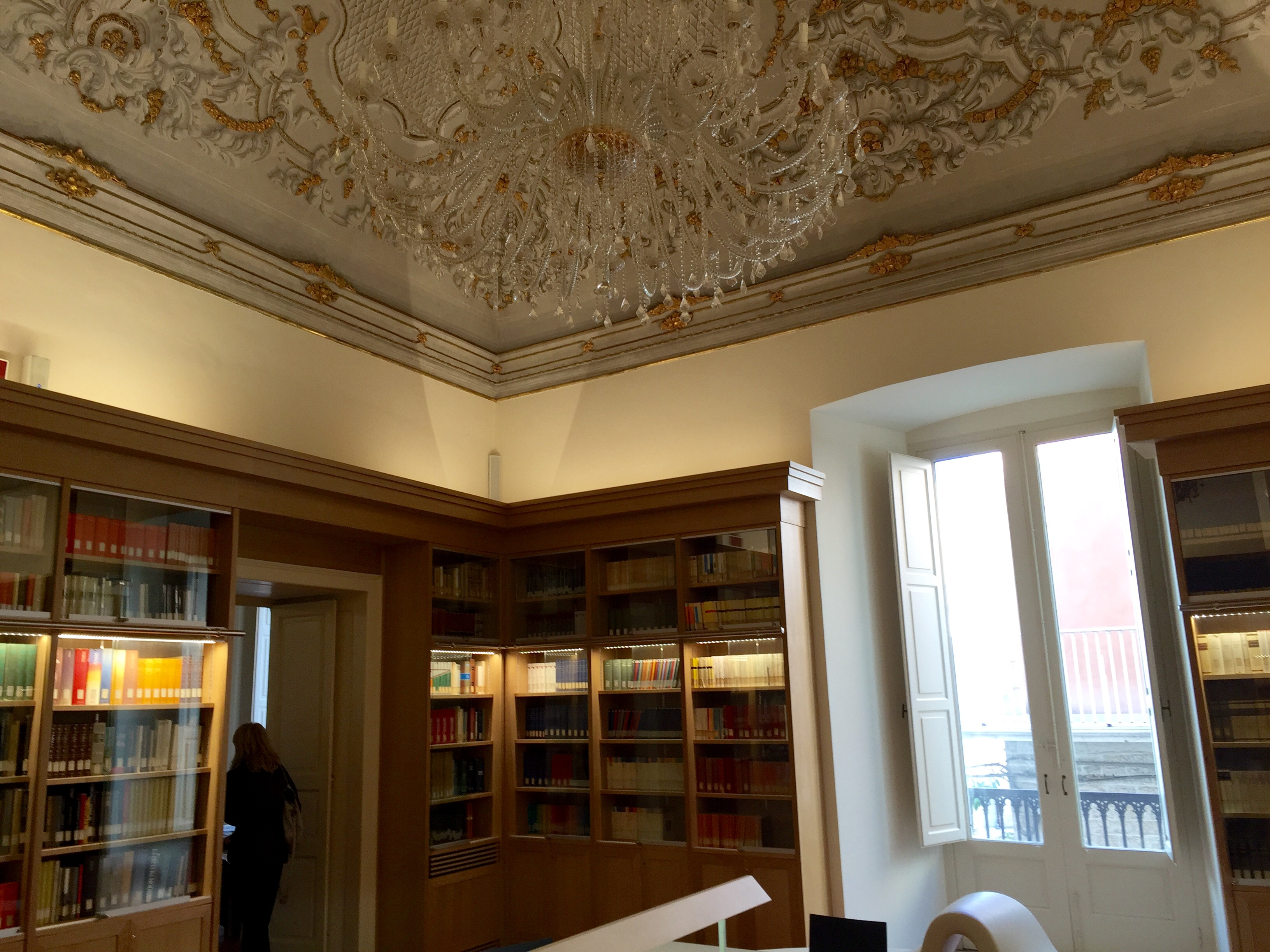
Salone all'interno del Museo
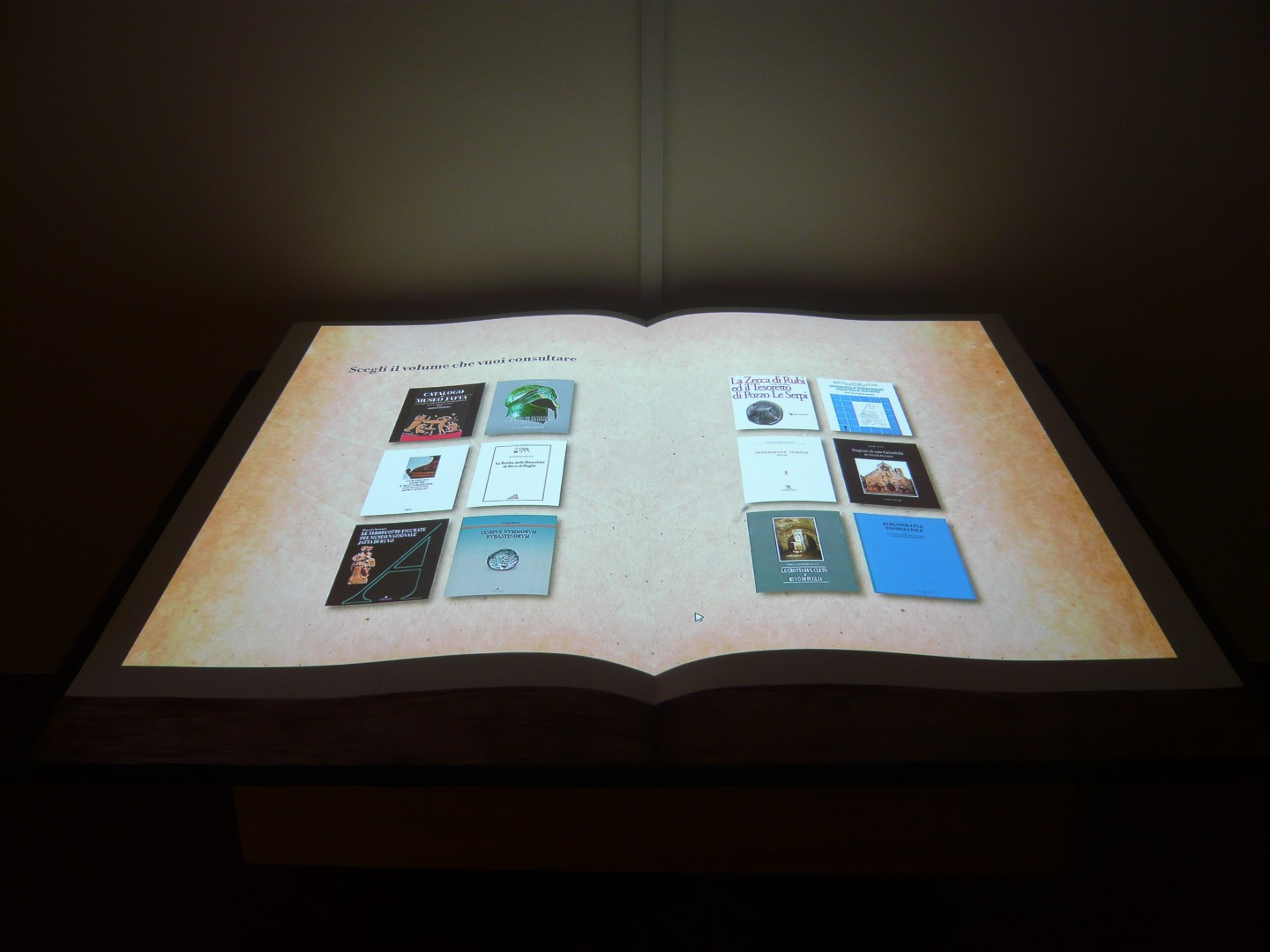
E-Book all'interno del Museo